# Petoskey
Petoskey är administrativ huvudort i Emmet County i den amerikanska delstaten Michigan. Enligt 2010 års folkräkning hade Petoskey 5 670 invånare.